# Icsi-Gó hadművelet
Az Icsi-Gó hadművelet a Japán Császári Hadsereg legnagyobb szárazföldi hadművelete volt a második világháború során. A hadművelet egyben Japán utolsó nagy sikere volt a háborúban.

## Előzmények
1943 során Csang Kaj-sek területeket foglalt vissza a japánoktól. Valószínűleg azért kerülhetett sor eme kínai hadi sikerekre mert Japán erejét lekötötték az amerikaiak. Azonban a Kuomintang offenzívája hamar kifulladt a nagy veszteségek miatt. Ekkor újból patthelyzet alakult ki a felek között. Japán kínai hódításait azonban más veszély is fenyegette a nacionalisták támadásain kívül akkoriban: az amerikai 14. légierő. Ez utóbbi kínai repterekről támadta a japánok támaszpontjait, sőt a Japán anyaország ellen is indított légitámadásokat.

## Japán tervek
A japán főparancsnokság számára egyértelmű volt hogy a helyzet tarthatatlan. Minél hamarabb ki kell iktatni az amerikai reptereket Kínában, és a Kuomintang csapataira is csapást kell mérni még mielőtt pótolni tudnák veszteségeiket. 1944 elején kedvező alkalom nyílt eme célok végrehajtására, hiszen a nacionalista csapatok teljesen kimerültek az előző évi offenzívákban, amerikai szárazföldi csapatok pedig szinte egyáltalán nem voltak az országban – így nem volt senki, aki az amerikai támaszpontokat megvédhette volna. A kommunista erők pedig már rég nem támadták a japán erőket, titokban már a Csang Kaj-sek elleni háborúra készültek. Tehát tőlük se kellett tartaniuk a japánoknak.
A Japán Császári Hadsereg hatalmas erőt gyűjtött össze a hadműveletre: több mint 400 000 katonát, 12 000 járművet (köztük 800 tankot), 6000 tüzérségi löveget, 200 repülőt valamint 70 000 lovat és öszvért.

## Az Icsi-Gó hadművelet első szakasza: a Kogo hadművelet
Az offenzíva első szakasza, a Kogo hadművelet áprilisban indult meg. Célja a Sárga-folyó és a Jangce közti kiszögellés elfoglalása volt (kiemelt fontosságúak voltak az ott húzódó vasútvonalak). A kínai katonák közül rengetegen dezertáltak, mert úgy látták esélyük sincs a jobban felszerelt és túlerőben lévő japánok ellen. A helyi lakosság is elégedetlen volt Csang Kaj-sek kormányával, ezért nem segítették, sőt néha még szabotálták is a nacionalista védelmet. Úgy vélték a korrupt és kizsákmányoló politikát folytató Kuomintangnál a japánok se lehetnek rosszabbak. Ilyen körülmények között nem csoda hogy a japánok elsöprő győzelmet arattak, és csak egy hónap kellett nekik a hadjárat sikeres befejezéséhez, a célterület teljes elfoglalásához.

## Hengyangi-Csangsai csata
A Kogo hadművelet sikere után megindult a támadás a Jangce folyótól délre. Júniusban a japánok elérték Csangsát. A második kínai–japán háború során a japánok már háromszor is megpróbálkoztak ezen város elfoglalásával, de mindháromszor vereséget szenvedtek. Ezúttal azonban a jelentős japán technikai fölény és a szintén jelentős számbeli fölény folytán a japánok csapatoknak sikerült Csangsát elfoglalni. A város június 19-én esett el.
A Csangsa közelében lévő Hengyang városa is kiemelt célpont volt a japánok szemében, ugyanis a város közelében egy amerikai repülőtér helyezkedett el. Itt azonban a japán támadás a túlerő és a komoly tüzérségi támogatás ellenére is elakadt. A kínai védők hősiesen védekeztek, és sokáig feltartották a túlerőben lévő ellenséget, nagy veszteségeket okozva. Természetesen az amerikai repülőgépek is támadták a japán támadókat, legalábbis amíg a japánok ki nem vívták a légifölényt. Ezután persze a japán légierő is elkezdte bombázni a várost és a repteret. A védőket azonban ezzel sem tudták legyőzni. Végül rendkívül véres harcok után augusztus 8-án a japánok elfoglalták a várost.

## Kuanghszi elfoglalása
Miután Csangsa és Hengyang elfoglalásával a japánok uralmuk alá hajtották Hunan tartományt, a Hunantól délre lévő Kuanghszi-Csuang Autonóm Terület ellen indítottak támadást. Ugyan a csangsai és hengyangi helyőrség megmaradt egységei is ide vonultak vissza a vereség után, és itt folytatták a harcot, ám az itteni csapatok így is létszámban alulmaradtak a japánokkal szemben. Ennek ellenére viszonylag sokáig sikerrel védekeztek. A két legjobban védett város, Guilin és Liuzhou csak novemberben esett el. Kuanghszi tartomány meghódítása végül a tartomány fővárosának, Nanningnak az elfoglalásával fejeződött be decemberben. A hadjárat ezen részében számos kínai civilt is lemészároltak a japánok. Ezzel nagyjából véget is ért az Icsi-Gó hadművelet.

## Következmények
A hadjárat során a Japán Császári Hadsereg figyelemre méltó eredményeket ért el, de a hódításaikat nem sokáig tarthatták meg, ugyanis a csendes-óceáni fronton egyre inkább vesztésre álltak. A kínai vereség megmutatta, hogy a Kuomintang ereje és a népszerűsége is egyre kisebb. Ez 1945 után a polgárháborúban mutatkozott meg igazán. A nacionalisták kifáradtak a japánokkal, míg a kommunisták – akik nagyjából semmivel nem járultak hozzá a háborús erőfeszítésekhez – felkészülhettek a Kuomintang elleni háborúra.